# Ньїрбатор
Ньїрбатор (угор. Nyírbátor) — місто в медьє Саболч-Сатмар-Береґ в Угорщині.

## Історія
Перша письмова згадка про селище датується 1279 роком. Його назва походить від старого турецького слова батир (угор. Batir) або монгольського батор (монг. Bator) (первинне значення «богатир», «герой» і відповідне слово bátor в сучасній угорській мові). В давні часи предки Баторі, клан Gutkeled, вже володіли тими землями. Місто стало адміністративним центром своїх володінь, а також місцем поховання родини. Родині належало місто до смерті Габріеля Баторія, принца Трансильванії в 1613 році.
Місто мало велике значення в історії Угорщини в 16 столітті. В 1549 році легати короля Фердинанда I і Ізабелла погодилися повернути Трансильванію до королівства Угорщини. Протягом десятиліть був тривалий спір, щодо того, кому має належати місто, так як місцеві аристократи були більш схильні визнати суверенітет правлячого принца Трансильванії.
У 18-му столітті місто стало бідним. В ході реорганізації державного управління 1872 року воно втратило права міста, які були повернуті тільки в 1973 році.
Монахи-францисканці побудували свою церкву-монастир близько 1480 року в стилі пізньої готики. Його вівтарі і кафедри є одними з найкрасивіших різьблених робіт в стилі бароко в країні. Поруч з церквою є будівля, у якій зараз знаходиться музей Іштвана Баторі.

## Міста-побратими
- Гродно, Білорусь
- Рава-Мазовецька, Польща
- Карей, Румунія
- Шимлеу-Сілванієй, Румунія
- Виноградів, Україна

| Угорщина | Це незавершена стаття з географії Угорщини. Ви можете допомогти проєкту, виправивши або дописавши її. |